# Andrzej Hibernon z Alcantarilla
Andrzej Hibernon z Alcantarilla, hiszp. Andrés Hibernón Real (ur. 1534 w Alcantarilla, zm. 18 kwietnia 1602 w Gandia) – hiszpański franciszkanin alkantaryn, brat zakonny, błogosławiony Kościoła katolickiego.

## Życiorys
Wstąpił do Zakonu Braci Mniejszych. Znany z podejmowania licznych praktyk pokutnych. Był jałmużnikiem – prowadził kwestę dla potrzeb braci z klasztoru i ubogich. Został beatyfikowany przez papieża Piusa VI 22 maja 1791 roku. Jego wspomnienie liturgiczne obchodzone jest w rocznicę jego śmierci 18 kwietnia.